# Hacemos por Nuestro País
Hacemos por Nuestro País (HxNP, HpNP o HNP) es una coalición política creada para participar en las elecciones presidenciales de Argentina 2023, resultado de la unión entre el peronismo no kirchnerista, el Partido Socialista, el Partido Demócrata Cristiano, el Partido Autonomista y otras fuerzas provinciales.
Actualmente integran el bloque Hacemos Coalición Federal en la Cámara de Diputados junto a otras fuerzas políticas y el bloque Unidad Federal en el Senado.

## Historia
A inicios de 2023 se inició la construcción de este espacio de "tercera vía", sucesor de la coalición Consenso Federal, participante de las elecciones de 2019. En este espacio se integraron el panperonismo o peronismo federal, contando con sus principales impulsores, Juan Schiaretti y Juan Manuel Urtubey, ambos precandidatos a la presidencia, sumando más tarde a figuras como el socialismo referenciado en la diputada nacional Mónica Fein y otros partidos como el Demócrata Cristiano y el Autonomista Nacional, además de otras fuerzas provinciales.
A comienzos de junio de 2023 se revelaría el posible nombre de este espacio, Hacemos una Patria Federal.
Frente a la decisión de Juan Schiaretti junto a Florencio Randazzo, Diego Bossio, la democracia cristiana y el socialismo de buscar conformar una alianza ampliada con Juntos por el Cambio, Juan Manuel Urtubey notificó la salida del espacio y posteriormente anuncia el retiro de su precandidatura presidencial. 
Finalmente, este acuerdo no pudo concretarse y el 14 de junio se registró ante la justicia la coalición Hacemos por Nuestro País con la formula Juan Schiaretti - Florencio Randazzo obteniendo el 3,71% en las PASO para casi duplicar el resultado en las elecciones generales de octubre con un 6,73%.

### Formación como partido político
A principios de 2024, se comenzó a formar Hacemos como partido político a nivel nacional, con la intención de competir en las elecciones legislativas de 2025 con sello propio, sin depender de otros partidos, institucionalizando a su vez esta alianza electoral.

## Partidos integrantes
La denominada tercera vía está integrado por los siguientes partidos políticos:

### Integrantes a nivel nacional
| Partido | Partido | Partido                                                 | Líder              | Ideología            | Posición        |
| ------- | ------- | ------------------------------------------------------- | ------------------ | -------------------- | --------------- |
|         |         | Hacemos (fundado después de que se creara la coalición) | Florencio Randazzo | Peronismo Federal    | Centro          |
|         |         | Partido Demócrata Cristiano                             | Hugo Horvath       | Democracia cristiana | Centroderecha   |
|         |         | Partido Socialista                                      | Mónica Fein        | Socialdemocracia     | Centroizquierda |
|         |         | Partido Autonomista                                     | Pocho Romero Feris | Conservadurismo      | Derecha         |

### Integrantes a nivel provincial
| Partido | Partido                                    | Líder                 | Provincias                                                            | Ideología            | Posición        |
| ------- | ------------------------------------------ | --------------------- | --------------------------------------------------------------------- | -------------------- | --------------- |
|         | Partido Justicialista                      | Juan Schiaretti       | Córdoba                                                               | Peronismo Federal    | Centroderecha   |
|         | Hacemos                                    | Florencio Randazzo    | Buenos Aires, Jujuy, San Luis, Catamarca, Córdoba, y Tierra del Fuego | Tercera vía          | Centro          |
|         | Partido Demócrata Cristiano                | Hugo Horvath          | Buenos Aires, Córdoba, Corrientes, Jujuy, La Rioja y Santa Fe         | Democracia cristiana | Centroderecha   |
|         | Partido Socialista                         | Mónica Fein           | Corrientes, San Juan, Córdoba, Entre Ríos y Santa Fe                  | Socialdemocracia     | Centroizquierda |
|         | Partido Autonomista                        | Pocho Romero Feris    | Buenos Aires, Santiago del Estero y Salta                             | Conservadurismo      | Derecha         |
|         | Compromiso Federal                         | Alberto Rodríguez Saa | Córdoba y Mendoza                                                     | Peronismo Federal    | Centroderecha   |
|         | Generación para un Encuentro Nacional      | Margarita Stolbizer   | Córdoba                                                               | Socialdemocracia     | Centroizquierda |
|         | Partido Fe                                 | Pablo Ansaloni        | Córdoba                                                               | Peronismo            | Centro          |
|         | Política Abierta para la Integridad Social | José Octavio Bordón   | Córdoba                                                               | Socialdemocracia     | Centroizquierda |
|         | Partido Acción para el Cambio              | David Mauricio Urreta | Córdoba                                                               | Desarrollismo        | Centro          |
|         | Unión Vecinal Federal                      | Jose Antonio Maiocco  | Córdoba                                                               | Vecinalismo          | Centro          |
|         | Vecinalismo Independiente                  |                       | Córdoba                                                               |                      |                 |
|         | Nuevo País                                 | Juan Carlos Arcando   | Tierra del Fuego                                                      | Peronismo            | Centro          |
|         | Gana Jujuy                                 | Oscar Agustín Perassi | Jujuy                                                                 | Peronismo            | Centro          |
|         | Unión Popular Federal                      | Graciela Devita       | Misiones                                                              | Peronismo Federal    | Centroderecha   |

## Composición legislativa

### Cámara de Diputados
| Bloque Hacemos Coalición Federal Presidente: Miguel Ángel Pichetto | Bloque Hacemos Coalición Federal Presidente: Miguel Ángel Pichetto | Bloque Hacemos Coalición Federal Presidente: Miguel Ángel Pichetto | Bloque Hacemos Coalición Federal Presidente: Miguel Ángel Pichetto | Bloque Hacemos Coalición Federal Presidente: Miguel Ángel Pichetto | Bloque Hacemos Coalición Federal Presidente: Miguel Ángel Pichetto | Bloque Hacemos Coalición Federal Presidente: Miguel Ángel Pichetto |
| Bloque                                                             | Bloque                                                             | Retrato                                                            | Nombre                                                             | Provincia                                                          | Mandato                                                            | Mandato                                                            |
| Bloque                                                             | Bloque                                                             | Retrato                                                            | Nombre                                                             | Provincia                                                          | Inicio                                                             | Fin                                                                |
| ------------------------------------------------------------------ | ------------------------------------------------------------------ | ------------------------------------------------------------------ | ------------------------------------------------------------------ | ------------------------------------------------------------------ | ------------------------------------------------------------------ | ------------------------------------------------------------------ |
|                                                                    | Hacemos por Nuestro País (8) (Presidente: Ignacio García Aresca)   |                                                                    | Florencio Randazzo                                                 | Buenos Aires                                                       | 2021                                                               | 2025                                                               |
|                                                                    | Hacemos por Nuestro País (8) (Presidente: Ignacio García Aresca)   | Ignacio Garcia Aresca                                              | Córdoba                                                            | 2021                                                               | 2025                                                               |                                                                    |
|                                                                    | Hacemos por Nuestro País (8) (Presidente: Ignacio García Aresca)   | Natalia de la Sota                                                 | Córdoba                                                            | 2021                                                               | 2025                                                               |                                                                    |
|                                                                    | Hacemos por Nuestro País (8) (Presidente: Ignacio García Aresca)   | Alejandra Torres                                                   | Córdoba                                                            | 2023                                                               | 2027                                                               |                                                                    |
|                                                                    | Hacemos por Nuestro País (8) (Presidente: Ignacio García Aresca)   | Carlos Mario Gutiérrez                                             | Córdoba                                                            | 2023                                                               | 2027                                                               |                                                                    |
|                                                                    | Hacemos por Nuestro País (8) (Presidente: Ignacio García Aresca)   | Juan Fernando Brügge                                               | Córdoba                                                            | 2023                                                               | 2027                                                               |                                                                    |
|                                                                    | Hacemos por Nuestro País (8) (Presidente: Ignacio García Aresca)   | Estaban Paulon                                                     | Santa Fe                                                           | 2023                                                               | 2027                                                               |                                                                    |
|                                                                    | Hacemos por Nuestro País (8) (Presidente: Ignacio García Aresca)   | Mónica Fein                                                        | Santa Fe                                                           | 2021                                                               | 2025                                                               |                                                                    |

### Senado
| Bloque | Bloque                                          | Retrato                  | Nombre               | Provincia | Mandato | Mandato |
| Bloque | Bloque                                          | Retrato                  | Nombre               | Provincia | Inicio  | Fin     |
| ------ | ----------------------------------------------- | ------------------------ | -------------------- | --------- | ------- | ------- |
|        | Unidad Federal (2) (Presidente: Camau Espinola) |                          | Alejandra María Vigo | Córdoba   | 2021    | 2027    |
|        | Unidad Federal (2) (Presidente: Camau Espinola) | Carlos Mauricio Espinola | Corrientes           | 2021      | 2027    |         |

### Parlamentario Mercosur
| Bloque | Bloque                       | Retrato | Nombre                    | Pais      | Mandato | Mandato |
| Bloque | Bloque                       | Retrato | Nombre                    | Pais      | Inicio  | Fin     |
| ------ | ---------------------------- | ------- | ------------------------- | --------- | ------- | ------- |
|        | Hacemos por Nuestro País (1) |         | José Antonio Romero Feris | Argentina | 2023    | 2027    |

## Representación provincial

### 2023-2025
| Provincia           | Legisladores nacionales | Legisladores nacionales | Gobernador / jefe de Gobierno | Gobernador / jefe de Gobierno | Nombre de la coalición        | Legisladores provinciales | Legisladores provinciales | Situación |
| Provincia           | Diputados               | Senadores               | Gobernador / jefe de Gobierno | Gobernador / jefe de Gobierno | Nombre de la coalición        | Diputados                 | Senadores                 | Situación |
| ------------------- | ----------------------- | ----------------------- | ----------------------------- | ----------------------------- | ----------------------------- | ------------------------- | ------------------------- | --------- |
| Buenos Aires        | 1/70                    | 0/3                     |                               |                               | Hacemos por Nuestro País      | 0/92                      | 0/46                      | Oposición |
| CABA                | 0/25                    | 0/3                     |                               |                               | Aún no conformado             | 0/60                      |                           | Oposición |
| Catamarca           | 0/5                     | 0/3                     |                               |                               | Partido NEO                   | 0/41                      | 0/16                      | Oposición |
| Chaco               | 0/7                     | 0/3                     |                               |                               | Aún no conformado             | 0/32                      |                           | Oposición |
| Chubut              | 0/5                     | 0/3                     |                               |                               | Aún no conformado             | 0/27                      |                           | Oposición |
| Córdoba             | 5/18                    | 1/3                     |                               | Martín Llaryora (PJ)          | Hacemos Unidos por Córdoba    | 33/70                     |                           | Gobierno  |
| Corrientes          | 0/7                     | 1/3                     |                               |                               | Hacemos por Nuestro País      | 0/30                      | 0/15                      | Oposición |
| Entre Ríos          | 0/9                     | 0/3                     |                               |                               | Aún no conformado             | 1/34                      | 0/17                      | Oposición |
| Formosa             | 0/5                     | 0/3                     |                               |                               | Aún no conformado             | 0/30                      |                           | Oposición |
| Jujuy               | 0/6                     | 0/3                     |                               |                               | Hacemos por Nuestro País      | 0/48                      |                           | Oposición |
| La Pampa            | 0/5                     | 0/3                     |                               |                               | Aún no conformado             | 0/30                      |                           | Oposición |
| La Rioja            | 0/5                     | 0/3                     |                               |                               | Aún no conformado             | 0/36                      |                           | Oposición |
| Mendoza             | 0/10                    | 0/3                     |                               |                               | Partido Compromiso Federal    | 0/48                      | 1/38                      | Oposición |
| Misiones            | 0/7                     | 0/3                     |                               |                               | Partido Unión Popular Federal | 0/40                      |                           | Oposición |
| Neuquén             | 0/5                     | 0/3                     |                               |                               | Aún no conformado             | 1/35                      |                           | Oposición |
| Río Negro           | 0/5                     | 0/3                     |                               |                               | Aún no conformado             | 0/46                      |                           | Oposición |
| Salta               | 0/7                     | 0/3                     |                               |                               | Partido Autonomista           | 0/60                      | 0/23                      | Oposición |
| San Juan            | 0/6                     | 0/3                     |                               |                               | Hacemos por San Juan          | 0/36                      |                           | Oposición |
| San Luis            | 0/5                     | 0/3                     |                               |                               | Partido Unión y Libertad      | 0/34                      | 0/9                       | Oposición |
| Santa Cruz          | 0/5                     | 0/3                     |                               |                               | Aún no conformado             | 0/24                      |                           | Oposición |
| Santa Fe            | 2/19                    | 0/3                     |                               |                               | La Fuerza de Santa Fe         | 14/50                     | 1/19                      | Apoyo     |
| Santiago del Estero | 0/7                     | 0/3                     |                               |                               | Partido Autonomista           | 0/40                      |                           | Oposición |
| Tierra del Fuego    | 0/5                     | 0/3                     |                               |                               | Hacemos por Nuestro País      | 0/15                      |                           | Oposición |
| Tucumán             | 0/9                     | 0/3                     |                               |                               | Partido Democrata Cristiano   | 0/49                      |                           | Oposición |

## Resultados electorales
| Año  | Elección     | Fórmula         | Fórmula            | Primera vuelta | Primera vuelta | Segunda vuelta | Segunda vuelta | Resultado | Elección    | Diputados | Diputados | Diputados        | Senadores | Senadores | Senadores        | Nota |
| Año  | Elección     | Presidente      | Vicepresidente     | Votos          | %              | Votos          | %              | Resultado | Elección    | Votos     | %         | Bancas obtenidas | Votos     | %         | Bancas obtenidas | Nota |
| ---- | ------------ | --------------- | ------------------ | -------------- | -------------- | -------------- | -------------- | --------- | ----------- | --------- | --------- | ---------------- | --------- | --------- | ---------------- | ---- |
| 2023 | Presidencial | Juan Schiaretti | Florencio Randazzo | 1.802.068      | 6.73           |                |                | No Electa | Legislativa | 946.840   | -         | 4/130            | 34.079    | -         | 0/24             |      |